# Mogens Camre

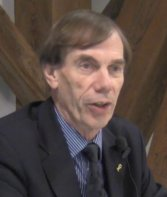
Mogens Camre

Mogens N. J. Camre (* 29. März 1936 in Randers; † 5. Dezember 2016) war ein dänischer Politiker. Von 1999 bis 2009 war er Mitglied des Europäischen Parlaments für die Dansk Folkeparti (DF) und stellvertretender Vorsitzender der Fraktion Union für ein Europa der Nationen. Camre wurde bei verschiedenen Gelegenheiten des Rassismus beschuldigt.

## Leben
1961 schloss Camre ein Studium in Buchhaltung an der Copenhagen Business School ab. 1967 schloss er ein weiteres Studium als cand. polit. (in etwa Master der Staatswissenschaften) an der Universität Kopenhagen ab.
Von 1962 bis 1987 war Camre Mitglied der Socialdemokraterne; von 1967 bis 1968 und 1981 bis 1982 gehörte er deren Nationalausschusses an. Von 1968 bis 1987 war er Mitglied im Folketing, wo er unter anderem Vorsitzender im Ausschuss für Umwelt und Planung war.
Von 1967 bis 1968 und von 1987 bis 1995 war er als Beamter für das dänische Finanzministerium tätig. Er war Mitglied im Tax Tribunal in den Jahren 1974 bis 1989. Seit 1980 ist er in verschiedenen Firmengremien tätig, unter anderem dem Gremium von KTAS (1982–1992).
Zwischen 1981 und 1982 war er Mitglied des dänischen TUC's Executive Committee sowie Mitglied des ausführenden Komitees des Labour Movement's Economic Council. 1985 bis 1987 war er im Vorstand der Dänischen Nationalbank. 1995 bis 1999 war er als Finanzberater für die Ständige Vertretung Dänemarks in der Europäischen Union tätig.
Bei der Europawahl 1999 zog Camre für die rechtspopulistische Dansk Folkeparti (DF) in das Europäische Parlament ein. Hier wurde er stellvertretender Vorsitzender der Fraktion Union für ein Europa der Nationen (UEN). Im Lauf seiner Zeit als Abgeordneter gehörte er zudem dem Ausschuss für die Freiheiten und Rechte der Bürger, Justiz und innere Angelegenheiten, dem Ausschuss für Haushaltskontrolle, dem Ausschuss für Beschäftigung und soziale Angelegenheiten und dem Ausschuss für Binnenmarkt und Verbraucherschutz an. Bei der Europawahl 2004 wurde er wiedergewählt. Außerdem erzielte er ein Mandat bei der Folketingswahl 2007, auf das er jedoch verzichtete, um seine Amtszeit im Europäischen Parlament beenden zu können. Nach der Europawahl 2009 schied er aus dem Europäischen Parlament aus.
Camre war zum dritten Mal verheiratet, seine zweite Frau war die Schriftstellerin Vita Andersen. Er hatte sieben Kinder, davon je drei mit seinen ersten beiden Frauen und eines mit der dritten.